# Van Breugel

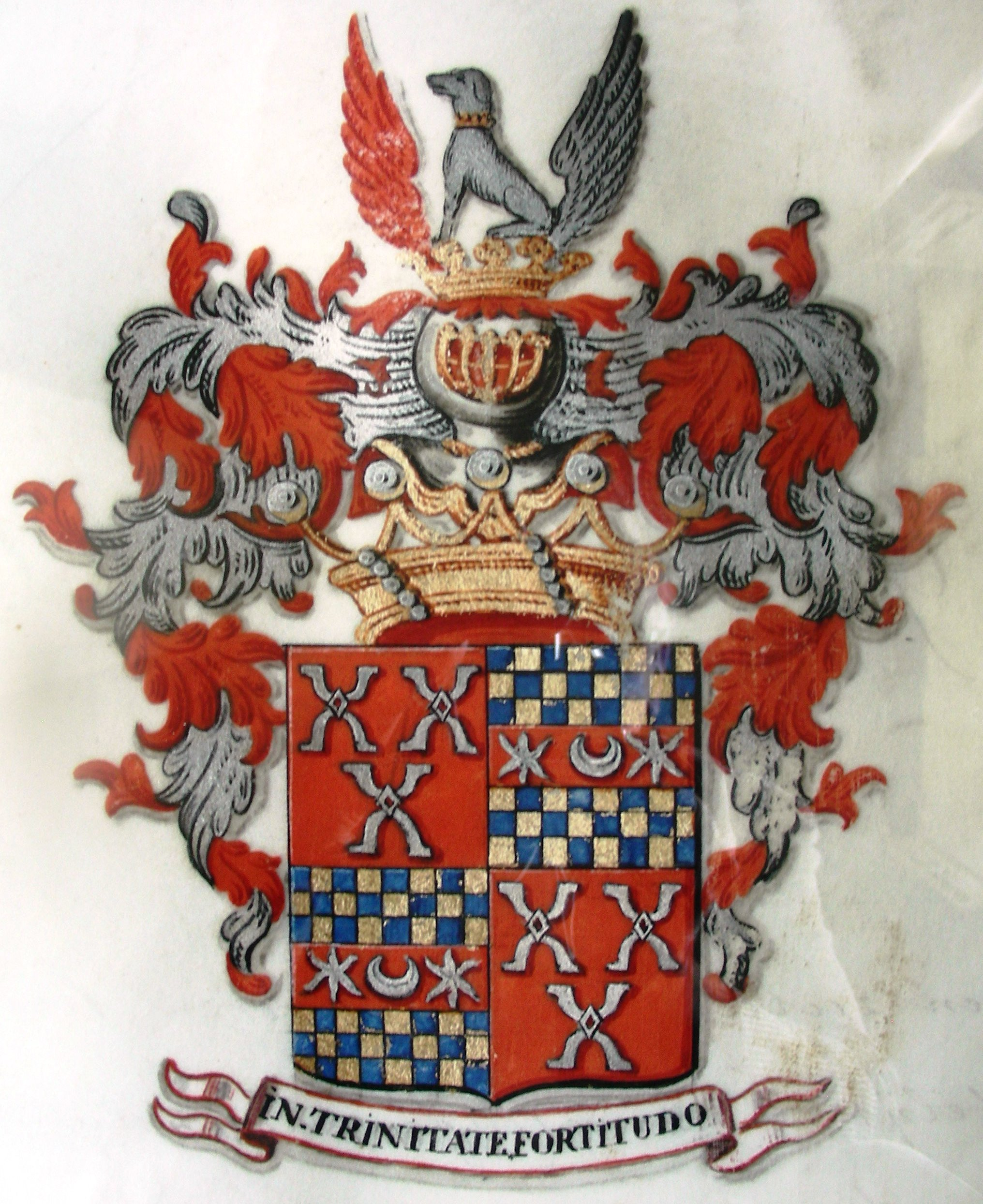
Familiewapen van Clifford Kocq van Breugel

Van Breugel is een geslacht waarvan verschillende leden vanaf 1815 in de Nederlandse adel zijn opgenomen en waarvan de geregelde stamreeks begint met Tieleman Claesz.

## Geschiedenis
De stamreeks begint met Tieleman Claesz die postuum vermeld wordt in 1581 en in Breugel overleden moet zijn voor 3 februari 1574. Kort voor die datum overleed zijn vrouw Elisabeth Haenen (of: Hannen). Zijn zoon wordt vermeld als Frans Tielemansz. († september 1592) maar zijn kleinzoon wordt al genoemd zonder patroniem als Tielman Fransz. van Breugel (-1 december 1616), gegoed onder Breugel; de laatste werd poorter van 's-Hertogenbosch en diens zoon, Gerard Tielemansz. van Breugel (1595-1670) bracht het al tot schepen in die stad. Hendrik van Breugel (1637-1703), de vijfde generatie, was de eerste die ging studeren, rechten in Leiden. Vanaf 1675 tot zijn overlijden was hij pensionaris van zijn geboortestad 's-Hertogenbosch. Diens zoon, mr. Joan Festus van Breugel (1670-1719) volgde zijn vader in die laatste functie op; eerder was hij daar al schepen en hij was ook al advocaat bij het Hof van Holland; hij trouwde met Judith DuPeyrou (1680-1728) en zij waren de ouders van Anna Maria van Breugel (1714-1766).
Een zoon van de laatste, Jan Festus geheten (1707-1763) werd ook advocaat bij het Hof van Holland, in 1743 landsadvocaat en raad-advocaat van de prinses-gouvernante. Hij is de stamvader van de drie in de adel opgenomen takken Van Breugel.

## Van Breugel Douglas
Een zoon van de laatste, mr. Caspar baron van Breugel (1752-1833) werd onder andere stadssecretaris van 's-Hertogenbosch, later lid van de raad van Haarlem; hij is ook bekend als letterkundige. Hij trouwde in 1781 met Mary Douglas (1755-1793). Hij werd samen met zijn broer Jan de Rovere van Breugel in 1815 verheven in de Nederlandse adel; in 1826 werd hem verleend de titel van baron bij eerstgeboorte. Zijn zoon mr. Robert baron van Breugel Douglas (1791-1873) voegde in 1861 de naam van zijn moeder aan de zijne toe en werd stamvader van de tak Van Breugel Douglas. Hij was onder andere lid van de Raad van State. Zijn nageslacht diende ook in publieke dienst; zijn achterkleinzoon, Casper baron van Breugel Douglas (1896-1982), laatstelijk ambassadeur te Moskou, was de laatste mannelijke telg; zijn dochter, jkvr. Vera van Breugel Douglas (1929-†), was de laatste van deze tak en trouwde in 1951 met de Peruaanse ambassadeur Felipe Tudela y Barreda (1915-2017), ouders van Francisco Tudela van Breugel-Douglas (1955), eerste vicepresident (2000) onder de Peruaanse president Alberto Fujimori.

### Enkele telgen
mr. Caspar baron van Breugel (1752-1833), stadssecretaris van 's-Hertogenbosch, lid van de raad van Haarlem
- mr. Robert baron van Breugel Douglas (1791-1873), lid van de Raad van State
  - mr. Caspar baron van Breugel Douglas (1824-1894), advocaat, referendaris bij de Raad van State, lid van de gemeenteraad van 's-Gravenhage
    - mr. Robert baron van Breugel Douglas (1864-1924)
      - Casper baron van Breugel Douglas (1896-1982), kunstschilder, ambassadeur
        - jkvr. Vera van Breugel Douglas (1929-1996), laatste telg van de tak Van Breugel Douglas; trouwde in 1951 Felipe Tudela y Barreda (1915-2017), ambassadeur van Peru; trouwde in 1976 Oscar Jaime Guzmán Alvarez Villarán (1929)
          - Francisco Antonio Gregorio Tudela van Breugel-Douglas (1955), Peruaans diplomaat, minister van Buitenlandse Zaken van Peru (1995-1996, 1997), vicepresident van Peru onder president Alberto Fujimori

## De Rovere van Breugel

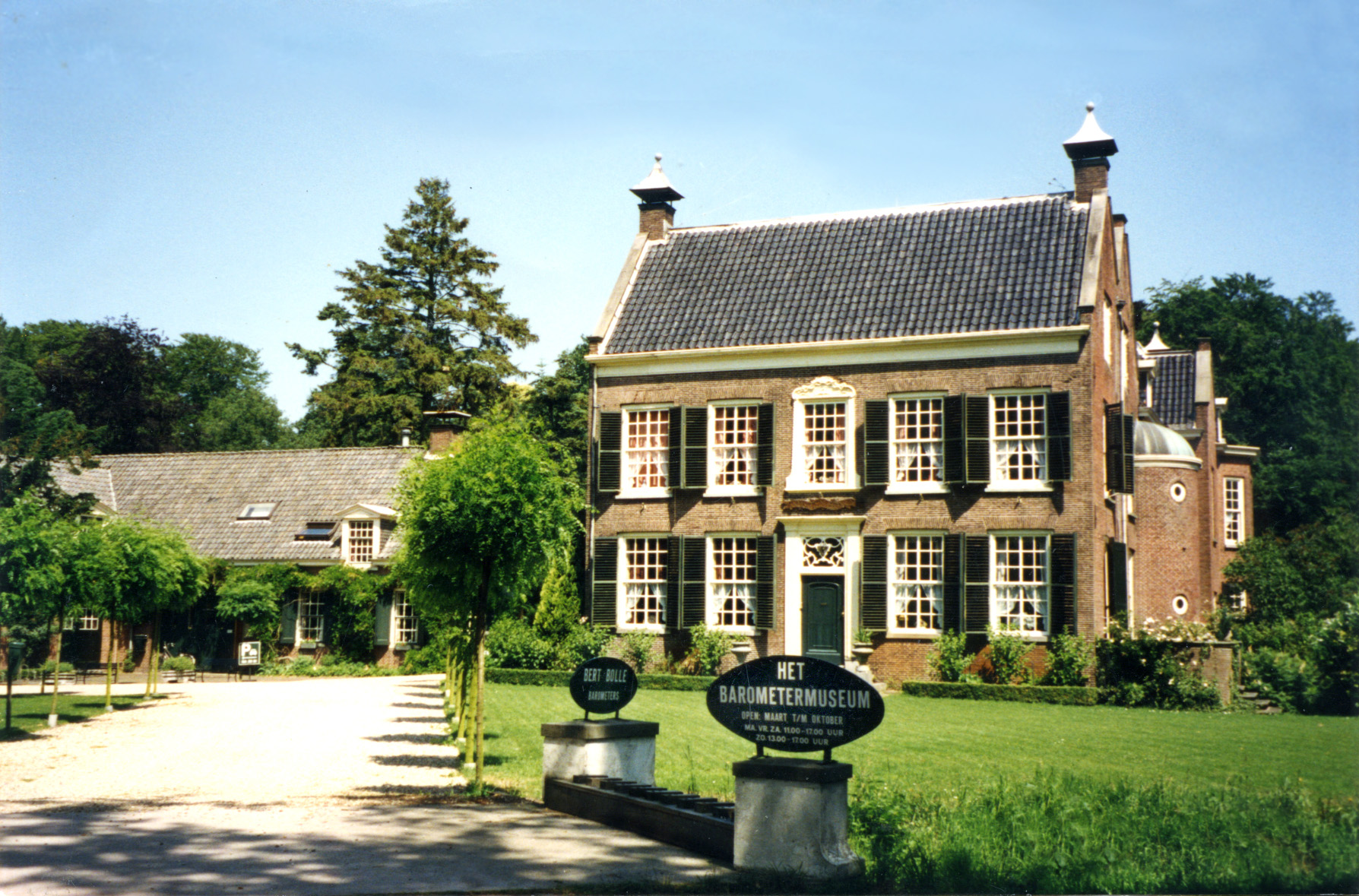
Buitenplaats Rustenhoven

De tweede zoon van Jan Festus (1707-1763), jhr. Jan de Rovere van Breugel (1757-1829), onder andere vroedschap van Utrecht, was de stamvader van de tak met deze dubbele naam die in 1874 met zijn dochter jkvr. Anna Maria de Rovere van Breugel (1793-1874) uitstierf; zij trouwde met haar neef Robert baron van Breugel Douglas (1791-1873). Deze tak bewoonde van 1793 tot 1874 Buitenplaats Rustenhoven waarna deze bewoond werd door een verre verwant uit de familie Eyck en overging naar nakomelingen van het echtpaar Van Breugel-van Breugel.

## Du Peijrou van Breugel
Een kleinzoon van Jan Festus (1707-1763), jhr. Jan Eliza du Peijrou van Breugel (1796-1824), voegde de naam van zijn overgrootmoeder toe. Deze tak, met onder anderen een militair en een kantonrechter en bewoner van het huis Mathenesse in Mensingeweer, stierf in 1956 uit.

## Clifford Kocq van Breugel
Een broer van de genoemde Du Peijrou van Breugel (1796-1824) was zeeofficier jhr. Jacques Fabrice Herman Clifford Kocq van Breugel (1799-1867); deze voegde de naam van zijn stiefvader toe. Zijn moeder Catharina Jacoba van Breugel (1765-1847) trouwde eerst met zijn vader Jacques Fabrice van Breugel (1759-1799), zoon van Jan Festus (1707-1763), en hertrouwde in 1803 met mr. Simon Banningh Clifford Kocq. Jacques Fabrice Herman werd de stamvader van deze tak.

### Bekende telgen uit deze tak
Twee van de elf kinderen, een van de kleinkinderen van de stamvader van deze tak waren:
- Jkvr. Georgette Justine Caroline Clifford Kocq van Breugel (1835-1900) trouwde in 1857 met ds. Marie Adrien Perk (1834-1916); zij zijn de ouders van de dichter Jacques Perk
- Jhr. Willem François Clifford Kocq van Breugel (1840-1911), Ridder Militaire Willems-Orde
  - Jhr. mr. Jelle Roelof Clifford Kocq van Breugel (1882-1957), onder andere minister-resident te Berlijn en mecenas van dr. Pieter Cornelis Boutens; trouwde in 1911 met Julie Stephanie Thurkow (1885-1973), die na het overlijden van haar moeder Wilhelmina Georgina Leonora Thurkow-Dorrepaal (1856-1922) huis Bornia ging bewonen
    - Jkvr. Ignatia Clara Amelie Louise Clifford Kocq van Breugel (1923-2023), bewoonde met haar man huis Bornia en overleed in 2023 op het huis; trouwde in 1946 jhr. mr. Jan Maurits de Beaufort (1912-1989), industrieel en samen met zijn echtgenote bewoner van huis Bornia, waarop hij overleed